# Leslie Yoxall
Albert Leslie Yoxall (* 18. Mai 1914 in Salford; † 30. September 2005) war ein englischer Kryptoanalytiker. Während des Zweiten Weltkrieges trug er in der Government Code and Cypher School (GC&CS) (deutsch etwa: „Staatliche Code- und Chiffrenschule“) im englischen Bletchley Park, also der militärischen Dienststelle, die sich erfolgreich mit der Entzifferung des deutschen Nachrichtenverkehrs befasste, wesentlich zum Bruch der deutschen Rotor-Schlüsselmaschine Enigma bei. Er entwickelte eine Methode speziell zum kryptanalytischen Angriff auf doppelt verschlüsselte Enigma-Funksprüche („Offizier-Verfahren“), die ihm zu Ehren als „Yoxallismus“ bezeichnet wurde. Nach dem Krieg arbeitete er noch bis in die Mitte der 1970er Jahre bei den Government Communications Headquarters (GCHQ), der Nachfolgeorganisation der GC&CS.

## Leben

### Jugend
Yoxall wurde in der englischen Stadt Salford (westlich von Manchester) als jüngster von vier Brüdern geboren, die bereits in jungen Jahren den Vater durch einen Straßenbahnunfall verloren. Er besuchte die Manchester Grammar School (MGS), eine Grundschule für Jungen in Manchester, bevor er im Jahr 1933 nach Cambridge an das Sidney Sussex College, einer Bildungseinrichtung der University of Cambridge, wechselte und dort seine Ausbildung im Jahr 1941 mit dem Doktorgrad Ph.D. abschloss.

### Bletchley Park
Bei Ausbruch des Zweiten Weltkrieges arbeitete er bereits als Mathematiklehrer an „seiner“ Manchester Grammar School, wo ihn im April 1941 einer der führenden Köpfe der britischen Codeknacker von Bletchley Park (B.P.), der englische Mathematiker und Kryptoanalytiker Gordon Welchman, abwarb. Nach Vorstellungsgesprächen auch mit Alan Turing und Hugh Alexander wurde Yoxall der Hut 8 (Baracke 8) zugeteilt, also der Organisationseinheit von B.P., die sich unter Leitung von Alan Turing und seinem Stellvertreter Stuart Milner-Barry mit der Entzifferung von Funksprüchen der deutschen Kriegsmarine befasste, die zur Verschlüsselung die Enigma-M3 und die Enigma-M4 benutzte.
Als besonders schwierig zu „knacken“ erwiesen sich sogenannte „Offiziers-Funksprüche“, da sie von den Deutschen mithilfe ihrer Verschlüsselungsmaschine zwei Mal verschlüsselt wurden. Yoxall entwickelte hierzu ein besonderes Verfahren, das ihm zu Ehren in B.P. unter dem Namen „Yoxallismus“ bekannt wurde, und mit dessen Hilfe es möglich war, auch Offiziers-Funksprüche erfolgreich zu entziffern. So gelang es den britischen Codeknackern von Bletchley Park, die Entzifferungsfähigkeit der Enigma mit Ausnahme einiger Unterbrechungen für die gesamte Zeit des Krieges zu erhalten und damit wesentlich zum schnellen Sieg der Alliierten beizutragen.
Gegen Ende 1942, nachdem die Entzifferung der Enigma bereits zur Routine geworden war, wechselte Yoxall zur Hut 7 (deutsch: Baracke 7), die sich mit japanischen Marinecodes befasste. Dort gelang ihm ein wertvoller Beitrag im Zusammenhang mit der Analyse der japanischen Schlüsselpermutationen.

### Nach dem Krieg
Im Jahr 1949 heiratete er Doris Gibson und verbrachte einige Jahre als Schriftsteller im Londoner Stadtteil Eastcote. Im Jahre 1953 trat er den in Cheltenham gelegenen Government Communications Headquarters, der Nachfolgeorganisation der GC&CS, bei, in deren Diensten er von 1959 bis 1963 und erneut von 1968 bis 1972 als britischer Verbindungsoffizier in der US-amerikanischen Hauptstadt Washington tätig war. Er beendete seine Mitarbeit bei den GCHQ im Jahr 1974 und arbeitete danach noch einige Zeit wieder als Mathematiklehrer.
Leslie Yoxall starb im Alter von 91 Jahren, nachdem er drei Jahre zuvor seine Frau Doris verloren hatte. Sie hatten keine Kinder.